# Chunga's Revenge
Chunga's Revenge är ett soloalbum av Frank Zappa, men flera av musikerna från Mothers of Invention är med på detta mångfacetterade album, som spänner från rock och blues till experimentell jazz. Det var det första albumet Zappa spelade in med de två före detta Turtles-medlemmarna Howard Kaylan och Mark Volman som kom att medverka på Zappas skivor fram till 1972.

## Låtlista
Alla låtar skrivna av Frank Zappa
Sida ett
1. Transylvania Boogie 5:01
2. Road Ladies 4:11
3. Twenty Small Cigars 2:17
4. The Nancy & Mary Music 9:27

Sida två
1. Tell Me You Love Me 2:43
2. Would You Go All The Way? 2:30
3. Chunga's Revenge 6:16
4. The Clap 2:45
5. Rudy Wants To Buy Yez A Drink 2:45
6. Sharleena 4:07

Total speltid: 40:30

## Listplaceringar
| Lista (1970)  | Position            |
| ------------- | ------------------- |
| Australien    | 14 (Go Set)         |
| Nederländerna | 3                   |
| Sverige       | 15 (Kvällstoppen)   |
| USA           | 119 (Billboard 200) |